# Halové mistrovství České republiky v atletice 2015
Halové mistrovství ČR v atletice 2015 se uskutečnilo ve dnech 21.–22. února 2015 v hale Otakara Jandery v pražské Stromovce.

## Medailisté

### Muži
| Soutěž                       | Zlato                             | Stříbro                 | Bronz                        |
| 60 m                         | Jan Veleba 6.73                   | Zdeněk Stromšík 6.73    | Marek Bakalár 6.74           |
| 200 m                        | Jan Jirka 20.85                   | Jiří Kubeš 21.57        | Michal Tlustý 21.69          |
| 400 m                        | Pavel Maslák 45.27                | Jan Tesař 46.21         | Patrik Šorm 46.49            |
| 800 m                        | Jakub Holuša 1:48.37              | Miroslav Burian 1:49.14 | Filip Sasínek 1:50.26        |
| 1500 m                       | Petr Vitner 3:45.75               | Jan Friš 3:50.76        | Milan Kocourek 3:51.74       |
| 3000 m                       | Jakub Zemaník 8:20.27             | David Kučera 8:21.70    | Tomáš Jaša 8:23.90           |
| 60 m př.                     | Václav Sedlák 7.88                | Petr Peňáz 7.89         | Martin Mazáč 7.93            |
| Skok do výšky                | Jaroslav Bába 2.19                | Martin Heindl 2.15      | Matyáš Dalecký 2.10          |
| Skok o tyči                  | Jan Kudlička 5.60                 | Adam Pašiak 5.30        | Jan Jánský 5.00              |
| Skok daleký                  | Radek Juška 7.91                  | Štěpán Wagner 7.48      | Adam Sebastian Helcelet 7.40 |
| Trojskok                     | Jiří Vondráček 15.68              | Bohumil Bětuňák 15.02   | David Beneš 14.97            |
| Vrh koulí                    | Jan Marcell 20.71                 | Tomáš Staněk 20.66      | Ladislav Prášil 20.51        |
| Sedmiboj Praha 6. – 8.2.2015 | Adam Sebastian Helcelet 6164 bodů | Marek Lukáš 5883 bodů   | Jan Doležal 5694 bodů        |

### Ženy
| Soutěž                      | Zlato                          | Stříbro                     | Bronz                       |
| 60 m                        | Petra Urbánková 7.36           | Iveta Mazáčová 7.49         | Kristýna Kobiánová 7.50     |
| 200 m                       | Denisa Rosolová 23.74          | Kristýna Kobiánová 24.64    | Marcela Pírková 24.82       |
| 400 m                       | Zuzana Hejnová 52.76           | Helena Jiranová 53.94       | Zdeňka Seidlová 54.39       |
| 800 m                       | Kateřina Hálová 2:07.63        | Diana Mezuliáníková 2:07.67 | Alena Ulrichová 2:08.64     |
| 1500 m                      | Kristiina Sasínek Mäki 4:19.07 | Lenka Masná 4:20.66         | Tereza Čapková 4:27.00      |
| 3000 m                      | Lucie Sekanová 9:25.01         | Anežka Drahotová 9:41.01    | Moira Stewartová 9:44.89    |
| 60 m př.                    | Kateřina Cachová 8.13          | Lucie Škrobáková 8.19       | Lucie Koudelová 8.20        |
| Skok do výšky               | Michaela Hrubá 1.88            | Eliška Klučinová 1.88       | Lada Pejchalová 1.85        |
| Skok o tyči                 | Jiřina Ptáčníková 4.50         | Aneta Morysková 4.30        | Romana Maláčová 4.15        |
| Skok daleký                 | Jana Korešová 6.13             | Emily Gerulová 6.11         | Lucie Májková 6.11          |
| Trojskok                    | Lucie Májková 13.59            | Šárka Buranská 12.62        | Dominika Horniaková 12.50   |
| Vrh koulí                   | Markéta Červenková 15.86       | Jana Kárníková 15.29        | Jitka Kubelová 14.63        |
| Pětiboj Praha 6. – 8.2.2015 | Kateřina Cachová 4386 bodů     | Lucia Mokrášová 4266 bodů   | Michaela Broumová 3857 bodů |